# Микура
Ми́кура (яп. 御蔵島 Микура-дзима) — вулканический остров в Тихом океане. Относится к островам Идзу. Расположен в 200 км южнее от Токио и в 22 км южнее от острова Мияке. Остров имеет длину 11 и ширину 8 км. Самая высокая точка острова — гора Ояма (яп. 御山). Население острова живёт в селе Микурадзима.